# Baranów (Falatycze)
Baranów – część wsi Falatycze w Polsce, położona w województwie mazowieckim, w powiecie łosickim, w gminie Platerów.
W latach 1975–1998 Baranów należał administracyjnie do województwa bialskopodlaskiego.